# Янкова Олександра Ігорівна
Олександра Ігорівна Янкова (13 травня 1997) — українська веслувальниця. Майстер спорту України.
Представляє Київський регіональний центр з фізичної культури і спорту інвалідів «Інваспорт».

## Досягнення
- Фіналістка Чемпіонату світу 2015 року.
- Фіналістка Кубка світу 2015 року.
- Бронзова призерка Кубка світу 2016 року.